# Günther Kraaz
Günther Kraaz (geboren am 16. Dezember 1908 in Bernau bei Berlin; gestorben am 30. September 1996 in Trier) war ein deutscher Landrat des Landkreises Wittlich (1939–1945).

## Leben
Der Protestant Günther Kraaz war der Sohn des Oberregierungsrats Ernst Kraaz und dessen Ehefrau Dorothea Kraaz geborene Schubert. Nach dem Besuch der Realgymnasien in Berlin und Neustettin, von dem er 1927 mit Ablegung der Reifeprüfung abging, nahm er bis 1931 ein Studium der Rechts- und Staatswissenschaften an den Universitäten in Berlin und Göttingen auf. In Göttingen wurde er Mitglied des Corps Bremensia, 1932 Vorortsprecher des KSCV für den Vorort Göttingen. Mit Ablegung des ersten Staatsexamen am 1. August 1931 zum Gerichtsreferendar ernannt, wechselte er unter Ernennung zum Regierungsreferendar (16. Oktober 1933) in den preußischen Verwaltungsdienst, wo er nach erfolgreichem zweiten Staatsexamen am 23. April 1936 auch zum Regierungsassessor ernannt wurde. In der Folge fand Kraaz zunächst Beschäftigung als Hilfsarbeiter beim Landratsamt in Siegen, sowie ab dem 1. August 1937 bei der Regierung in Trier. Dort erhielt Kraaz auch zum 1. April 1939 die Ernennung zum Regierungsrat.
Nachdem zum 4. November 1938 der bisherige Landrat des Landkreises Saarburg, Maximilian Freiherr von Mirbach zur Disposition gestellt worden war, sollte Kraaz ab April 1939 die dortige Verwaltung vertretungsweise führen. Letztlich trat er den Dienst jedoch nicht an, da statt seiner, Norbert Hering im Mai 1939 kommissarisch mit der dortigen Verwaltung betraut wurde.
Kraaz folgte schließlich zum 1. Juli 1939 als kommissarischer Landrat des Landkreises Wittlich auf Franz Bender. Dieser, selbst Mitglied der Zentrumspartei hatte die Verwaltung des Kreises seit 1924 geleitet, war aber am 15. Februar 1939 in den Wartestand und schließlich zum 1. April 1939 an die Regierung in Minden versetzt worden. Nur gut vier Monate nachdem Günther Kraaz seine definitive Ernennung zum Landrat in Wittlich erhalten hatte, wurde er am 21. Juli 1940 zum Kriegsdienst einberufen. Auf sein Wittlicher Amt kehrte er nicht mehr zurück, bis 1942 vertrat ihn dort sein Bernkasteler Amtskollege Hermann Middendorf und anschließend Aloys Castenholz. Kraaz selbst kam erst 1955 aus der Kriegsgefangenschaft zurück und trat mit Urkunde vom 13. Juni 1956 als Regierungsrat wieder in den Dienst der Regierung in Trier. Dort erhielt Kraaz zum 1. August 1956 die Beförderung zum Oberregierungsrat und drei Jahre darauf, zum 1. Juni 1959 auch noch zum Regierungsdirektor. Mit Urkunde vom 2. Mai 1962 trat er letztlich in den Ruhestand. Günther Kraaz war verheiratet mit Burgel Neuerburg.